# Nivaflex

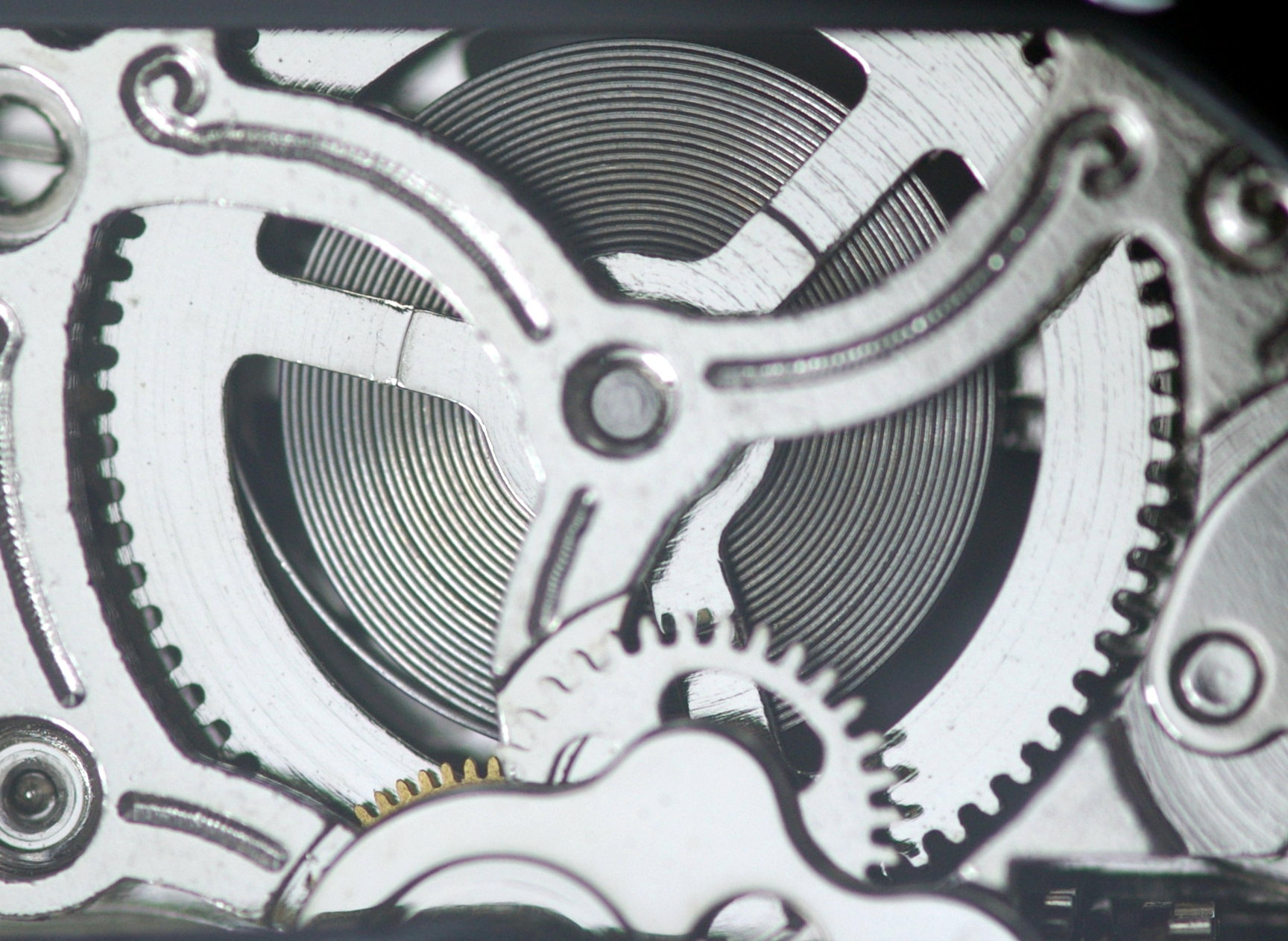
Ressort de barillet dans un mouvement Seagull.

Le Nivaflex (nom déposé) est un alliage utilisé dans l'horlogerie, en particulier dans les ressorts moteurs.
Sa composition est la suivante : cobalt 45%, nickel 21%, chrome 18%, fer 5%, tungstène 4%, molybdène 4%, titane 4% et béryllium 0,2%. Cet alliage est caractérisé par une résistance mécanique et une dureté élevée, ce qui est favorable à la miniaturisation. 
Cet alliage a été inventé en Suisse dans les années 1950, le nom a été déposé en 1957.